# Hallgrímskirkja
La Hallgrímskirkja (i. e., 'la iglesia de Hallgrímur') es una iglesia de rito luterano situada en Reikiavik, capital de Islandia. 
Es frecuentemente definida como la "Catedral de Reikiavik", debido a su tamaño y apariencia, pero en realidad no es una catedral sino una iglesia. En Reikiavik hay dos catedrales: la Catedral de Reikiavik propiamente dicha (de rito luterano) y la Catedral de Cristo Rey (de culto católico).

## Características
Con 74,5 metros, es el edificio más alto de ese país, aunque no la estructura más alta, que es la torre de radio de Hellissandur, con 412 metros de altura. La iglesia tiene su nombre dedicado al poeta islandés Hallgrímur Pétursson, quien es más conocido en Islandia por sus himnos. 
Se dice que el arquitecto de la iglesia, Guðjón Samúelsson, se inspiró en los flujos de lava basáltica del paisaje de Islandia para construir la fachada. El interior de la iglesia es de tres naves y es bastante sobrio y con muy pocos adornos. La iglesia alberga un gran órgano de tubos realizado por el organero alemán Johannes Klais de Bonn.
Junto a la puerta de entrada está la estatua del Mesías, obra del escultor Einar Jonsson, quien la donó en 1948. Esta estatua representa a Cristo en el momento en que el Espíritu de Dios desciende sobre él en su bautismo, simbolizando el misterio de la Trinidad.

## Historia
La construcción de la iglesia duró 38 años. Fue encargada en 1937, pero los trabajos de construcción no se iniciaron sino hasta 1948 y terminaron en 1986. Situada en el centro de la ciudad, es visible desde todas partes de ella y se ha convertido en uno de los símbolos más conocidos de Reikiavik.
En 2008, la iglesia sufrió una importante restauración de la torre principal, durante la cual se cubrió de andamios. A finales de 2009, la restauración se completó y se retiraron los andamios.

## Estatua de Leif Eriksson
La estatua enfrente de la iglesia representa a Leif Eriksson, hijo de Erik el Rojo. Esta estatua fue realizada por Alexander Stirling Calder y fue un regalo de los Estados Unidos de América al pueblo islandés en 1930, como monumento conmemorativo del milenio de la creación del Alþingi, el parlamento más antiguo de Europa y uno de los más antiguos del mundo.

## Galería

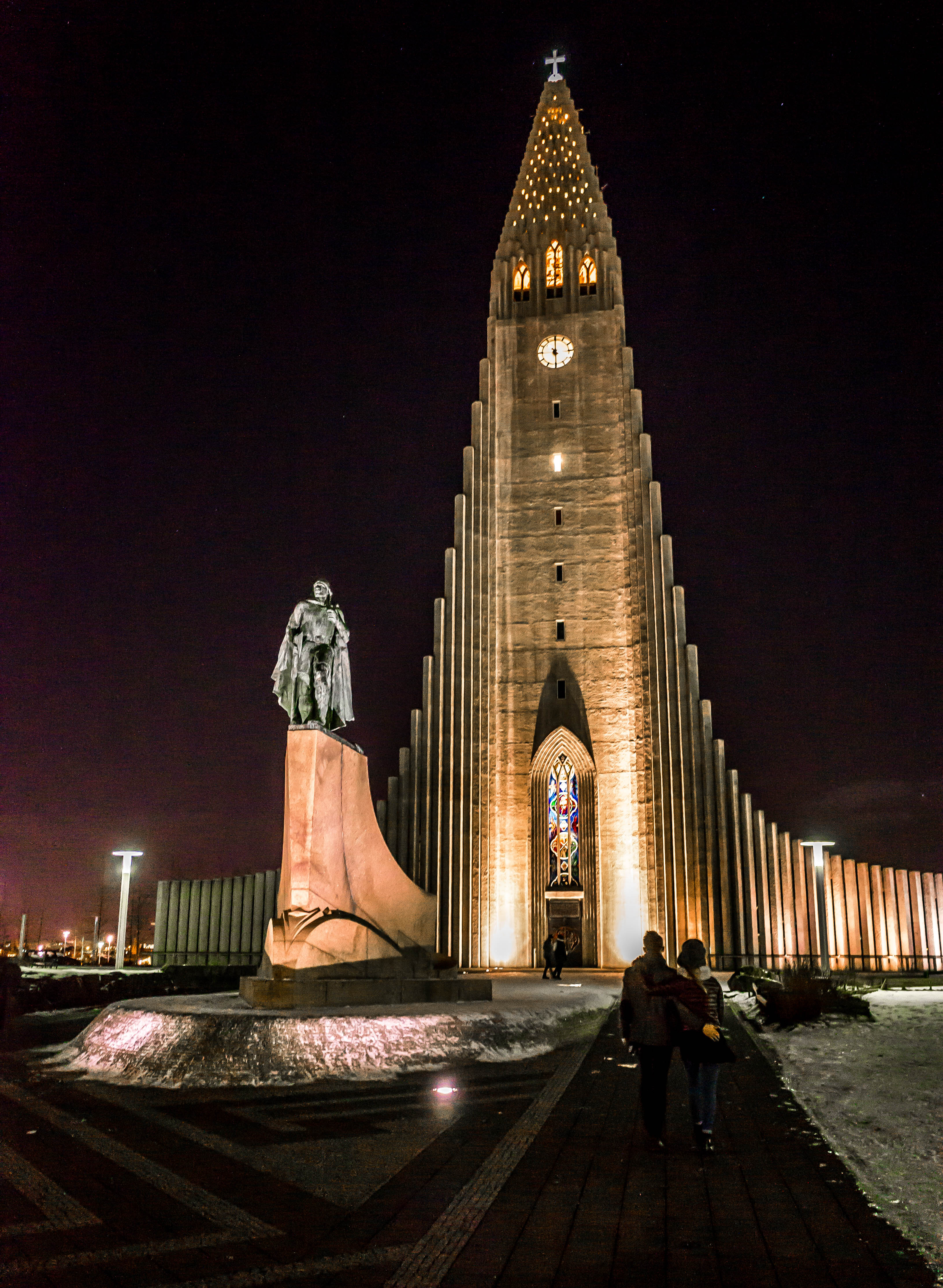
Fachada principal con la estatua de Eriksson.
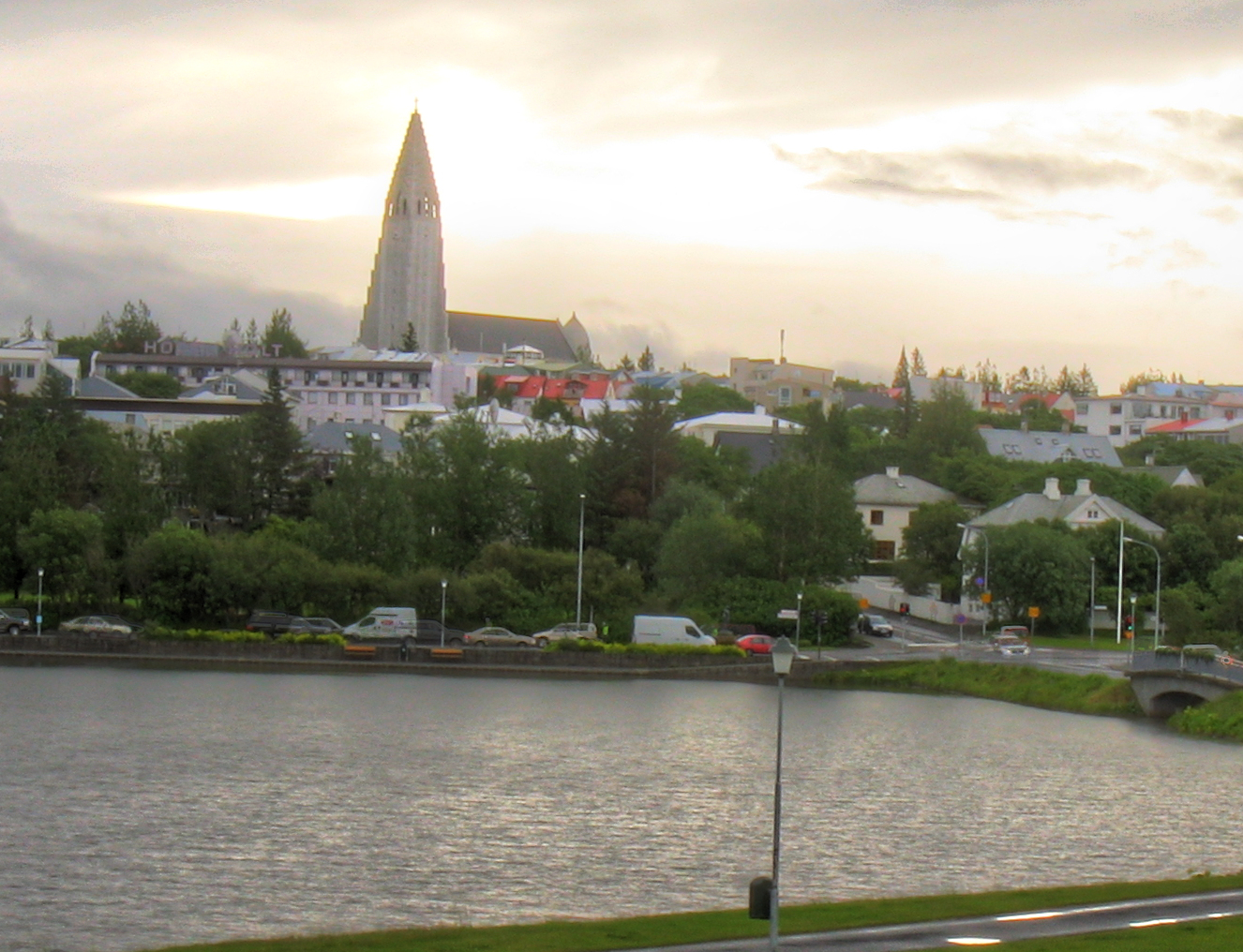
Hallgrímskirkja visto a través de Tjörnin
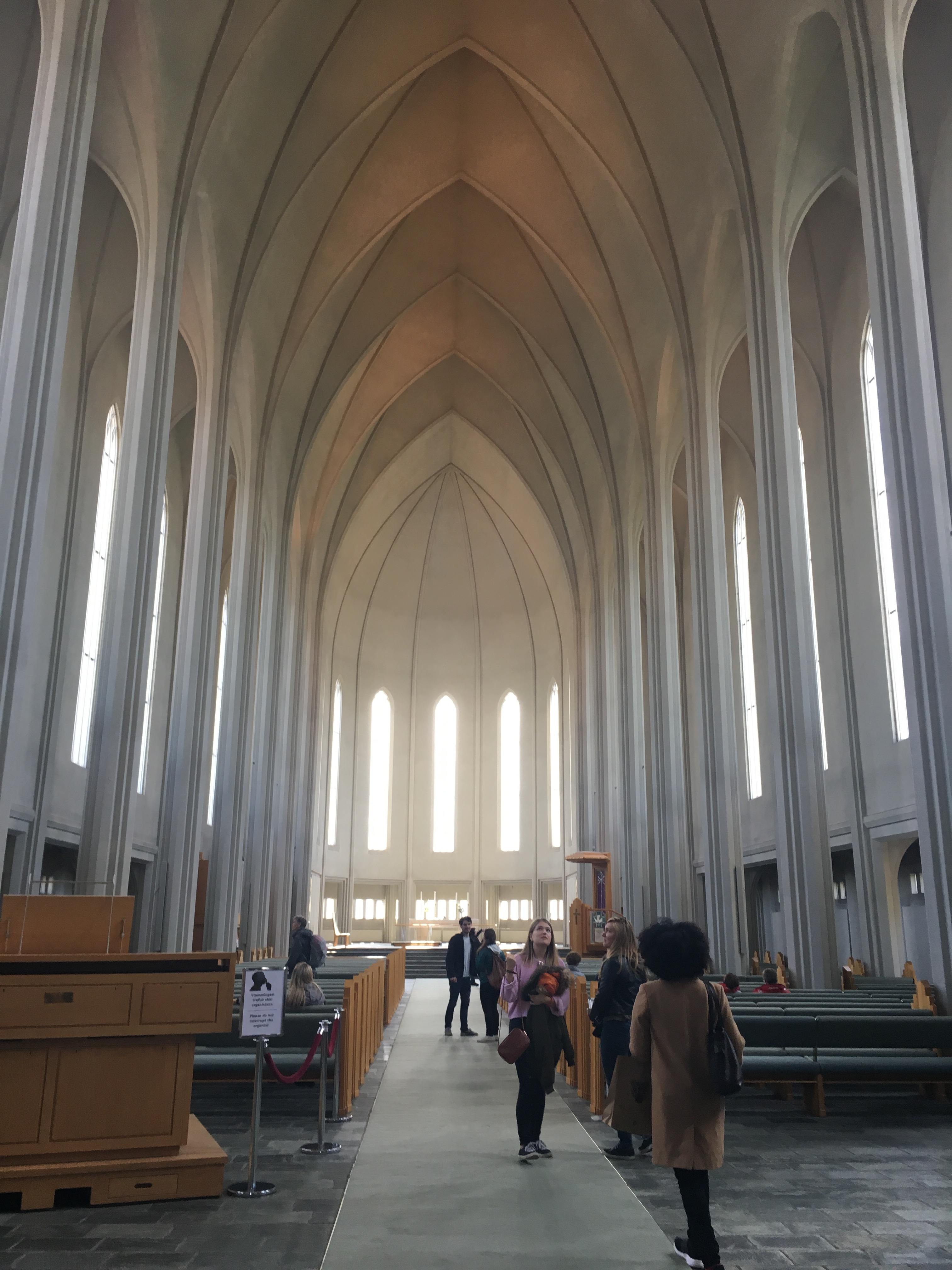
Interior de la Hallgrimskirkja
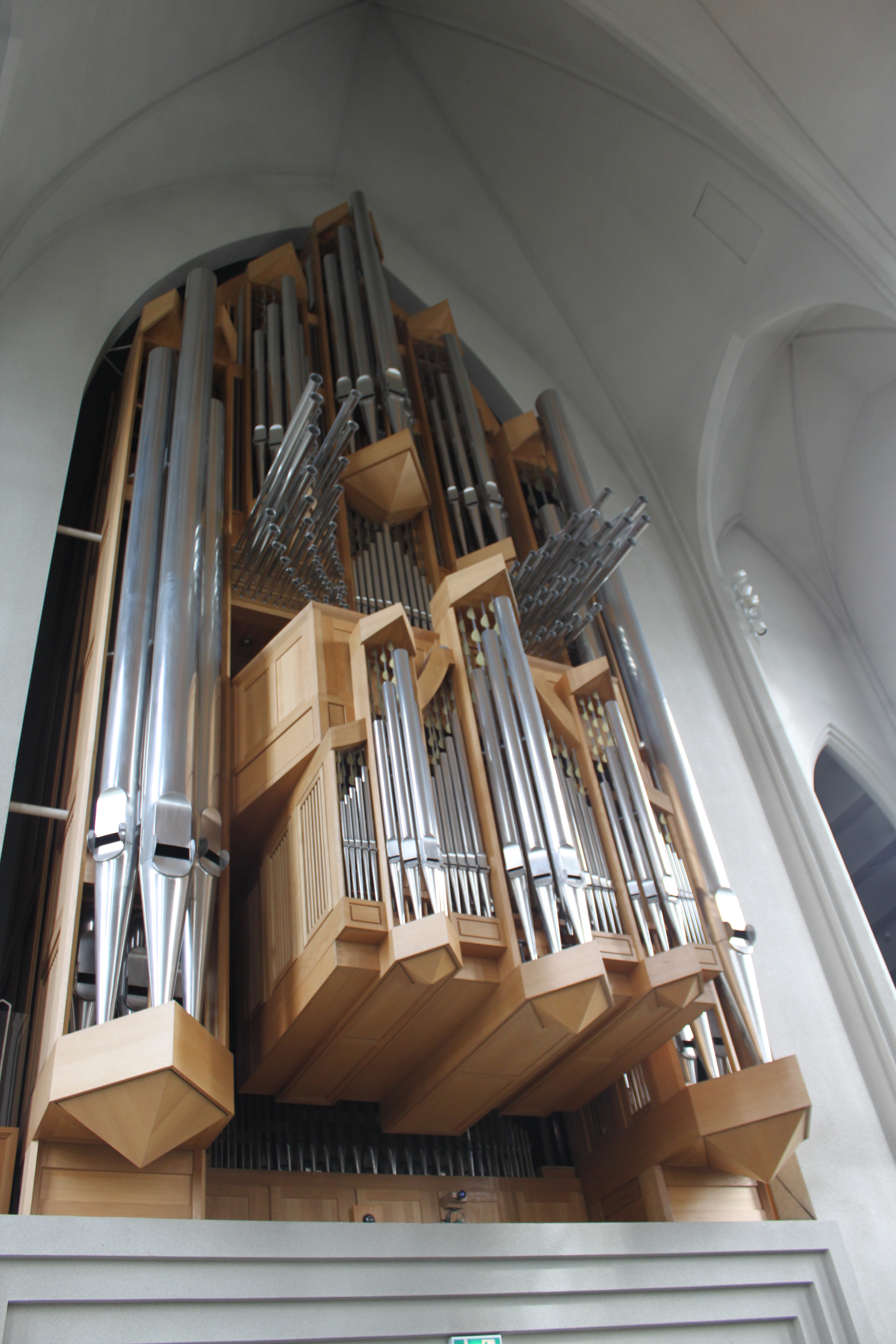
Órgano de la iglesia
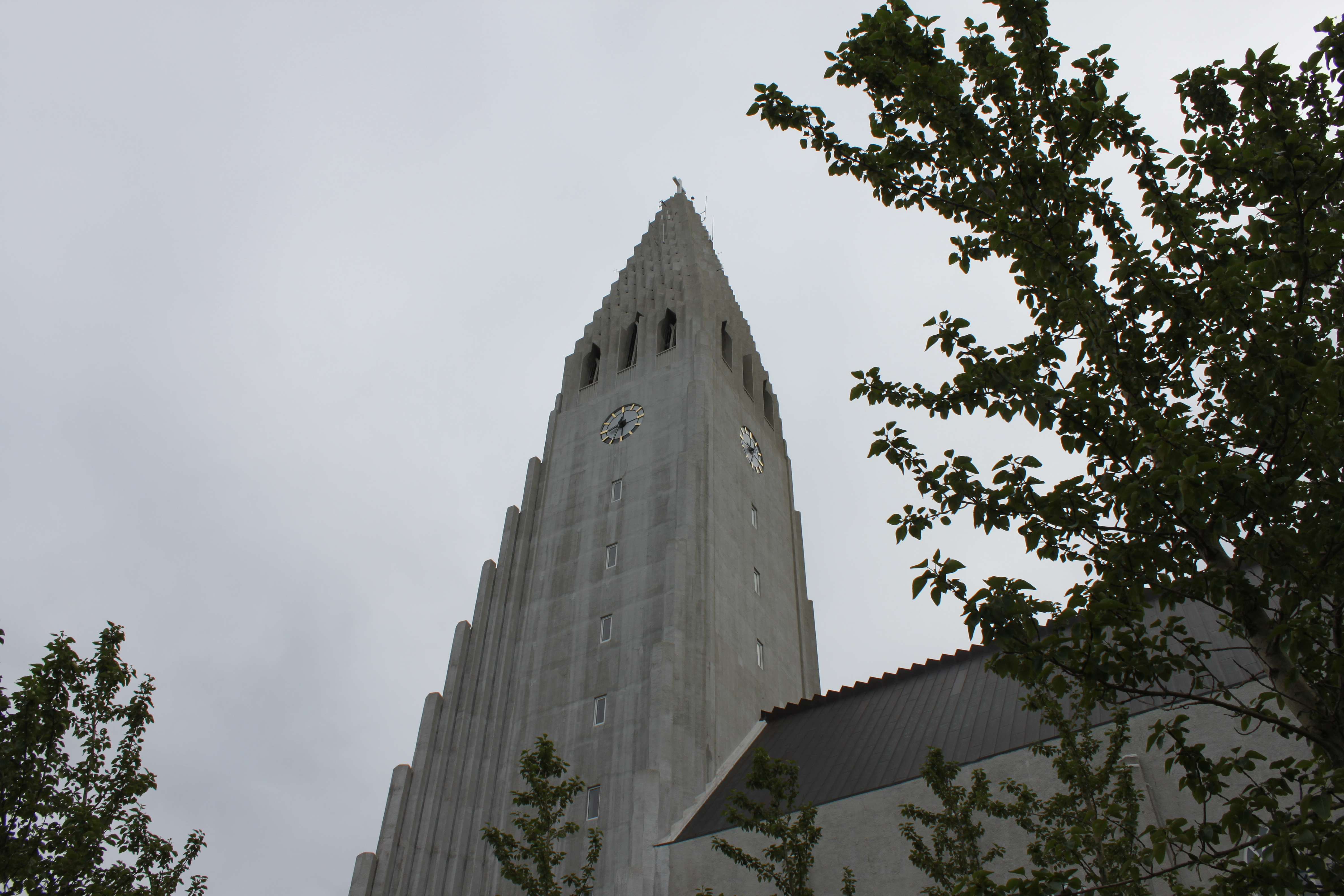
Torre de las campanas, vista lateral.
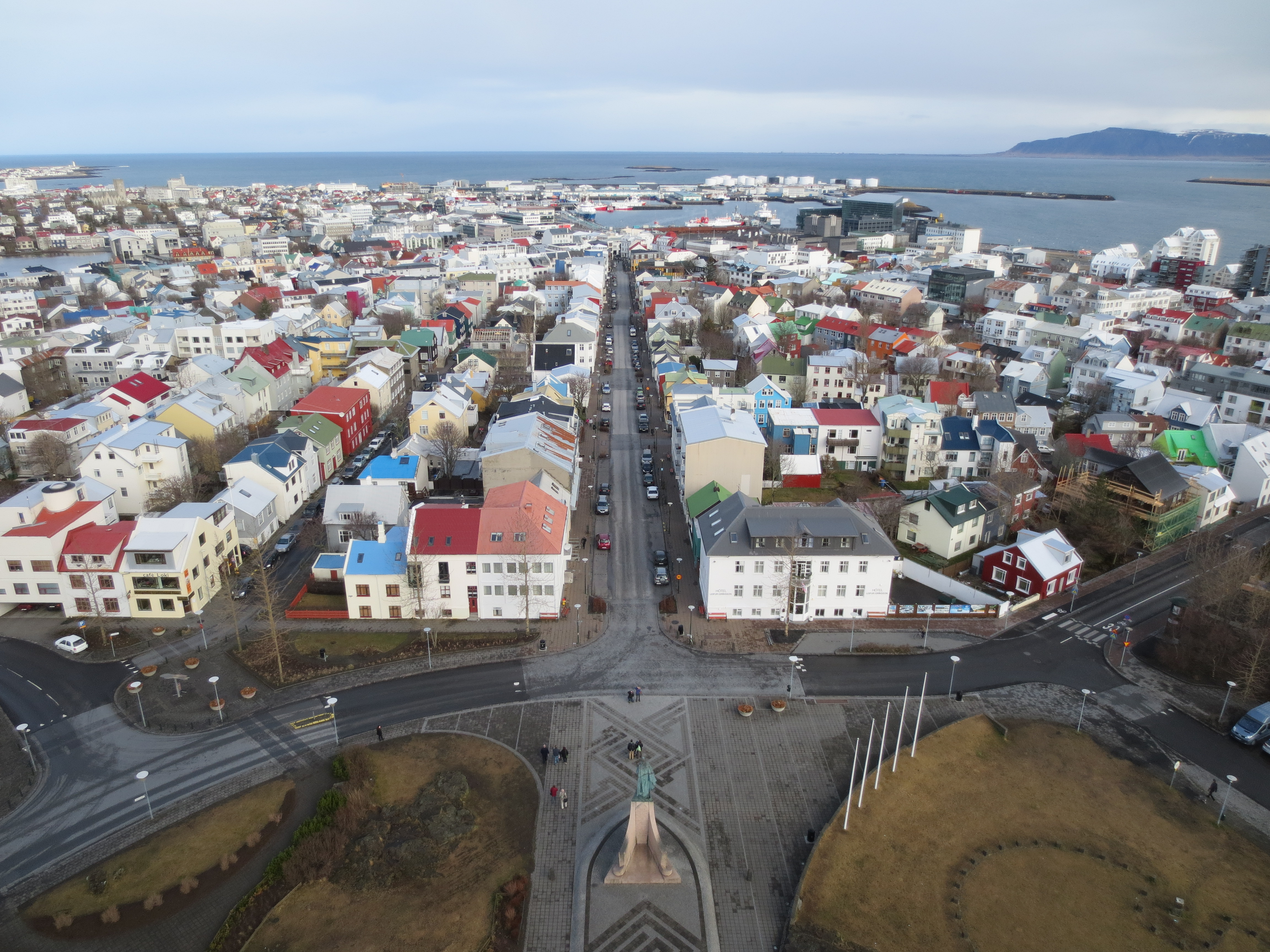
Vista desde lo alto de la iglesia.
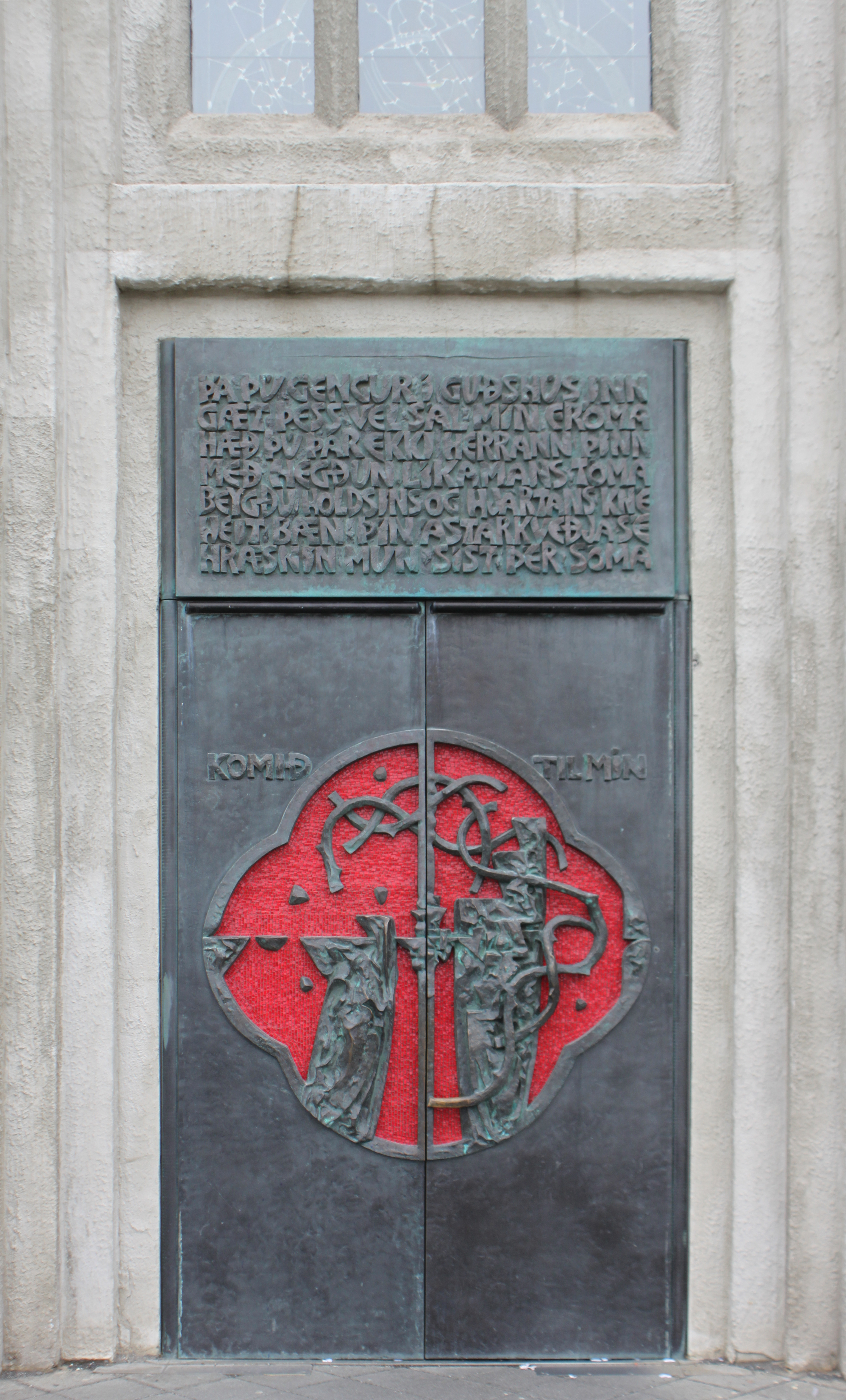
Puerta principal.